# Hrabstwo Grant (Minnesota)

Piramida wieku hrabstwa

Hrabstwo Grant ze stolicą w Elbow Lake znajduje się w zachodniej części stanu Minnesota, USA. Według danych z roku 2005 zamieszkuje je 6114 mieszkańców, z czego 98,28% stanowią biali. Nazwa hrabstwa pochodzi od nazwiska Ulyssesa Granta, generała, 18. prezydenta USA w latach 1869–1877.

## Warunki naturalne
Hrabstwo zajmuje obszar 1490 km² (575 mi²), z czego 1415 km² (546 mi²) to lądy, a 75 km² (29 mi²) wody. Graniczy z 6 innymi hrabstwami: 
- Hrabstwo Otter Tail (północ)
- Hrabstwo Douglas (wschód)
- Hrabstwo Pope (południowy wschód)
- Hrabstwo Stevens (południe)
- Hrabstwo Traverse (południowy zachód)
- Hrabstwo Wilkin (północny zachód)

### Główne szlaki drogowe
| - Interstate 94 - U.S. Highway 52 - U.S. Highway 59 - Minnesota State Highway 9 | - Minnesota State Highway 27 - Minnesota State Highway 54 - Minnesota State Highway 55 - Minnesota State Highway 78 - Minnesota State Highway 79 |

## Demografia
Według spisu z 2000 roku hrabstwo zamieszkuje 6 289 osób, które tworzą 2 534 gospodarstw domowych oraz 1 740 rodzin. Gęstość zaludnienia wynosi 4 osóby/km². Na terenie hrabstwa jest 3 098 budynków mieszkalnych o częstości występowania wynoszącej 2 budynki/km². Hrabstwo zamieszkuje 98,28% ludności białej, 0,21% ludności czarnej, 0,27% rdzennych mieszkańców Ameryki, 0,19% Azjatów, 0,3% ludności innej rasy oraz 0,75% ludności wywodzącej się z dwóch lub więcej ras, 0,52% ludności to Hiszpanie, Latynosi lub inni. Pochodzenia norweskiego jest 41,2% mieszkańców, 30% niemieckiego, a 7,4% szwedzkiego.
W hrabstwie znajduje się 2 534 gospodarstw domowych, w których 29,2% stanowią dzieci poniżej 18. roku życia mieszkający z rodzicami, 59% małżeństwa mieszkające wspólnie, 6,5% stanowią samotne matki oraz 31,3% to osoby nie posiadające rodziny. 28% wszystkich gospodarstw domowych składa się z jednej osoby oraz 16,5% żyję samotnie i jest powyżej 65. roku życia. Średnia wielkość gospodarstwa domowego wynosi 2,4 osoby, a rodziny 2,94 osoby.
Przedział wiekowy populacji hrabstwa kształtuje się następująco: 23,9% osób poniżej 18. roku życia, 6,9% pomiędzy 18. a 24. rokiem życia, 23,1% pomiędzy 25. a 44. rokiem życia, 23,2% pomiędzy 45. a 64. rokiem życia oraz 22,9% osób powyżej 65. roku życia. Średni wiek populacji wynosi 42 lata. Na każde 100 kobiet przypada 94,5 mężczyzn. Na każde 100 kobiet powyżej 18. roku życia przypada 94,3 mężczyzn.
Średni dochód dla gospodarstwa domowego wynosi 33 775 dolarów, a średni dochód dla rodziny wynosi 42 214 dolarów. Mężczyźni osiągają średni dochód w wysokości 28 428 dolarów, a kobiety 20 240 dolarów. Średni dochód na osobę w hrabstwie wynosi 17 131 dolarów. Około 6% rodzin oraz 8,4% ludności żyje poniżej minimum socjalnego, z tego 9,5% poniżej 18 roku życia oraz 9,9% powyżej 65. roku życia.

## Miasta
- Ashby
- Barrett
- Elbow Lake
- Herman
- Hoffman
- Norcross
- Wendell